# برج خلیل‌آباد
برج خلیل‌آباد مربوط به دوره قاجار است و در شهرستان رفسنجان، روستای خلیل‌آباد، خیابان ۱۵ خرداد، کوچه برج واقع شده و این اثر در تاریخ ۲ مرداد ۱۳۸۷ با شمارهٔ ثبت ۲۳۱۲۴ به‌عنوان یکی از آثار ملی ایران به ثبت رسیده است.